# Lalage leucomela
El oruguero variable (Lalage leucomela) es una especie de ave paseriforme de la familia Campephagidae que vive en Oceanía.

## Descripción
El oruguero variable mide alrededor de 19 cm de largo. Su pico negro es recto y puntiagudo. Presenta dimorfismo sexual. El plumaje de las partes superiores del macho es principalmente negro, con el obispillo gris, y las partes inferiores son blancas con un fino listado oscuro, salvo el bajo vientre y la base de la cola que son de color canela claro. La intensidad de este denso listado de los machos es muy variable, oscilando desde el negro o el gris difuso al blanquecino que no se aprecia a larga distancia. Además presenta listas superciliares blancas y listas blancas en las alas. El plumaje de las hembras es una versión pardo grisácea del de los machos, con el fondo de las partes inferiores crema grisáceo en lugar de blanco.

## Distribución y hábitat
Se extiende por el sur de Nueva Guinea, las islas Bismarck, las Molucas surorientales y las regiones costeras del norte y este de Australia.
Se encuentra en gran variedad de hábitats húmedos costeros, desde las selvas tropicales, matorral de ribera, y bosques de eucalipto, con preferencia de las arboledas en el límite entre el bosque denso y las zonas más abiertas.

## Comportamiento
Suele desplazarse en parejas o pequeños grupos en busca de insectos y frutos que constituyen su principal alimento.